# Bob Klare
Bob Klare is een personage in de Harry Potter-boeken van Joanne Rowling. Hij werkt voor het Ministerie van Toverkunst, Departement van Magische Wetshandhaving.
In De Halfbloed Prins is Professor Perkamentus in het bezit van een herinnering van Bob Klare. Deze herinnering laat de ervaring zien die deze Bob Klare heeft gehad met de grootvader, Asmodom Mergel, de oom, Morfin Mergel en de moeder, Merope Mergel, van Marten Vilijn, beter bekend als Voldemort. Bob Klare gaat naar ze toe, omdat bekend was geworden dat Morfin een Dreuzel had betoverd. Die Dreuzel bleek de vader van Marten Vilijn te zijn: Marten Vilijn senior.